# Combs-la-Ville
Combs-la-Ville è un comune francese di 21 700 abitanti situato nel dipartimento di Senna e Marna nella regione dell'Île-de-France.

## Società

### Evoluzione demografica
Abitanti censiti